# Ламијски рат
Ламијски рат (323. п. н. е.—322. п. н. е.) је био рат између Атине и њених градова-савезника у Грчкој против македонске врховне власти и Антипатера, регента Македоније и Грчке. Ово је задњи рат у ком су Атињани играли централну улогу и након пораза су изгубили своју независност.
Побуна је избила када су вести о смрти Александра Великог у Вавилону стигле до Грчке. Атина је започела овај рат говорима Леостенеса и Хиперида. Пошто су им се придружили градови у северној и централној Грчкој, поразили су Антипатера и приморали га да се склони у Ламију, коју су неколико месеци опседали грчки савезници.
Пошто су га ослободиле снаге под командом Леонатуса, Антипатер је успео да изађе из Ламије и врати се у Македонију. Када су му се придружиле Кратерове трупе, Антипатер се сукобио са грчким савезницима у бици код Кранона у Тесалији 5. септембра 332. п. н. е. Из битке је као победник изашао Антипатер, Демостен је извршио самоубиство попивши отров а Хиперидис је убијен по Антипатеровом наређењу.
Исход рата је неко време било гушење грчком отпора према македонској доминацији. Истовремено са Ламијским ратом су се десиле побуне у Кападокији и источним деловима царства, али су их угушили Пердика и Еумен, односно Питон.

## Устанак у Бактрији и Согдијани
Стабилност коју је уживало Александрово царство, у први мах, изгледала је потпуно остварива и одстрањена свих покушаја подривања од стране староседелачких племена, док је грчки ослободилачки покрет био у стању хибернације. Буђење Грка је било постепено, условљено дезинформацијама о смрти Александра Великог. Нереди су тресли и Киренаику, на супротној страни царства, због мешања грчких најамника у унутрашње сукобе. 325. п. н. е. године у Бактрији и Согдијани дошло је до побуне хеленских колониста који су покушали да организују повратак у домовину. Ношени осећајем одбачености на крај царства и носталгијом за родном земљом, нису могли да поднесу живот међу људима које су сматрали варварима. Народност отпадника није био чист грчки, већ су се бунили и Македонци, Трачани и полухеленизовани Малоазијци. Бројчану експанзију побуњени колонисти су доживели одмах пошто је било извесно да је краљ мртав. У почетку је било 3000 људи да би се бројка попела на 23.000 За вођу су изабрали Анијанца Филона који је узео и титулу краља. Убијен је у сукобу, али то није натерало остале да одустану од своје намере. После суровог гушења побуне, медијски сатрап Питон је имао намеру да побуњенике привуче ка себи и дозволи им да се врате у насеља, али је пресудила Пердикина неумољива воља. Он је наредио да се устаници поубијају и да се раздели њихова имовина, пославши Питону војску у ту сврху.

## Први месеци по смрти Александра Великог
После гушења ове побуне у првим месецима после Александрове смрти долази до мањег ширења царства у Малој Азији на рачун територија које нису раније признавале Александрову власт. Еумен је поразио и убио кападокијског сатрапа који је покушао да се рашири према југу. Птолемеј је решио проблем у Кирени са грчким плаћеничким трупама, која су се потчинила његовој власти и режиму заснованом на цезу који је спровео. Интегришући Киренаику, египатски сатрап је образовао тело грађана од 10.000 људи, док се сам налазио на челу колегијума стратега и задржао је за себе право да врши упис одређеног броја грађана, да поставља герусије и право апелације у важним процесима. Остали градови Киренаике су кориговали своје уређење према киренском. Ипак читава та област није остајала имуна на повремени сепаратизам, али је остала везана за Египат.

## Узроци Ламијског рата
Политика коју је Антипатар водио према Грчкој, а која је била притисак за тадашње становништво нагомилавала је незадовољство. Филип II је обезбедио мир на 15 година, али је незадовољство све време било присутно због постојања македонских посада, због Антипатровог мешања у унутрашње прилике градова и његове изразите подршке промакедонској олигархији. Демобилизација великог броја грчких најамника која је изазвала незапосленост је пред крај Александровог живота довела до изразитог пораста незадовољства које је кулминирало 324. п. н. е. после Александровог нетактичног наређења да грчки градови морају да приме назад прогнане политичке емигранте којих је било око 20.000, а које је могао безболније да насели у колоније. Њихов повратак је изазвао сукобе око конфискованих имовина и јаче интензивирао борбу странака. Овим поступцима је Александрова политика од некадашње хегемоније према Грцима све више вођена као према осталим поданицима.
У Атини је спор био око власништва над острвом Самос које је насељено атинским клерусима деценијама, које је Атини признао Филип II 338. п. н. е. Александар је одлучио да се острво врати Самљанима и наредио да клеруси напусте острво. Упркос нади да ће дипломатски постићи промену става, незадовољство је ипак расло до те мере да је довело до избијања устанка названог Харпалова афера.

## Припреме за рат
Александрова смрт је у први мах изазвала неверицу у Атини где су се већ распаљивале устаничке бакље. Демад, пријатељ и повереник македонских хегемона је изражавао своје сумње тврдећи да би после Александрове смрти од његовог леса заударао читав свет. Фокион је, знајући атински карактер да брзо одлучују о крупним стварима, саветовао онима који су заговарали рат охрабрени краљевом смрћу да сачекају, подробно размотре ствари и одлуче. Када је вест потврђена антимакедонски елементи су добили самопоуздање ширећи око себе акције које су захватале све шире и шире слојеве. Почело је и померање граница циљева борбе који су у први мах подразумевали независност Атине, а сада већ пропагирали ослобођење читаве Хеладе. Хиперид, Платонов и Сократов ученик, неодступајући од својих антимакедонских ставова и непријатељства према Александру, био је најактивнији поборник рата, изазивајући против себе Демада и широко се разилазећи са Демостеном кога је сматрао корумпираним од Харпала и Александра. У једном говору критиковао је његову политичку каријеру и допринео његовом осуђивању. Према Хиперидовим визијама Александрова смрт је била прави тренутак да се реше многа питања која су мучила Атину и Хеладу годинама. Заговарао је рат са циљем протеривања македонских посада и ослобођена целе Грчке македонске власти, затим, решавање питања Самоса и повратак позиција на Херсонесу које су изгубили после Херонеје. Дајући се на јак дипломатски рад, Хиперид се упутио на Пелопонез тражећи савезнике. На том путу му се придружио Демостен који је претходно после Харпалове афере побегао из затвора у Егину. То је била сјајна прилика за Демостена да зарад опроштаја и повратка у Атину заборави сва разилажења са Хиперидом и уложи све своје снаге на остварење животног дела ослобођења Грчке од македонске хегемоније. Хипериду и Демостену, политичким инспираторима устанка придружио се и Леостен, који је стао на чело покрета.
Леостен је последњих година Александровог живота служио као официр, вешт и способан војник, код неког азијског сатрапа. Пореклом је био син истоименог стратега из Савезничког рата који је 361. прогнан. Његова каријера пре 324. п. н. е. се не може тачно утврдити. Сматра се да је сакупљао лутајуће и беспослене војнике по Малој Азији, које су сатрапи узимали у службу, па је по Александровом наређењу о отпуштању најамника са њима прешао на Пелопонез на рт Тенарон. Нејасне су његове везе са најамницима са Тенерона, обзиром да постоји сведочанство да је био атински стратег 324/323. п. н. е. Следеће 323/322. п. н. е. Леостен је изабран за стратега хоплита, команданта снага које излазе из земље.
Диодор својим сведочанством у XVII и XVIII књизи Историјске библиотеке уноси одређене нејасноће по питању Леостенове улоге у припреми устанка Атине и Грчке. Наиме он даје две неподударне верзије догађаја. На крају XVII књиге као узрок за устанак и нереде 324. године наводи концентрацију отпуштнеих најамника, персијскох официра и сатрапа на рту Тенрон. Они су изабрали Леостена за стратега аутократора, који је тајним каналима издејствовао од Атине 50 таланата за потребе плаћања најамника и оружја. Упутио је шос и посланике да са Еолијом преговарају о савезу и све припремио за рат сматрајући да ће бити тежак. Овим сведочанством Диодор скида одговорност са Атине, пребацујуи је на Леостена и концентрацију најамника који су чинили критичну скупину по мир у Грчкој. Насупрот томе у XVIII књизи Диодор јасно истиче одговорност Атине и владајуће демократске класе за припрему и изазивање рата. По Александровој смрти охрабрени Атињани су тражили хегемонију у име слободе свих Грка ослањајући се на материјалну основу новца који је остао од Харпала и 8000 најамника на Тенару. Дајући Леостену тајне инструкције за припрему најамника без одлуке демоса, пребацили су одговорност за њега, да би избегли Антипатрове припреме за рат. Леостен је ужурбано мобилисао људство иако још увек вест о Александровој смрти није била потврђена. По потврди информације да хегемон није више међу живима демос је одлучио да отворено започне рат. Друга Диодорова верзија очигледно потврђује да се корен сукоба налази у атинском револту на последње Александрове одлуке о емигрантиме и острву Самос.
Дуга расправа у скупштини садржала је препирку поседника који су желели мир и демагога који су распиривали ратно расположење. Преовладао је глас оних који су од ратовања јели хлеб, па је одлучено да се атински грађани побрину за грчку слободу и одстране присуство македонских посада у градовима где су биле стациониране. У ту сврху сакупљена је флота од 240 лађа, од 40 тетрера и 200 тријера. Мобилисани су сви мушкарци до 40 године. О безбедности земље бринуле су три филе док је осталих седам започело припреме за рат ван граница. Посланства су по градовима апеловала на прикључење заједничкој борби против Македонаца.

## Ратне операције
Прве ратне операције је започео Леостен маршом са Пелопонеза ка Средњој Грчкој, где му се придружила атинска војска, после пораза Беочана који су покушали да спрече спајање трупа. Беочани су се уплашили да би у случају победе дошло до обнављања Тебе чију су земљу они расподелили. Победа Леостена над њима је први успех савезника у које су се убрајали и Еолци са 7000 војника, Локриђани, Фокиђани и други средњегрчки народи. Леостен је са војском заузео Термопиле.
Супарничка страна није била најсјајнија бројчано. Антипатар је имао око 13000 пешака и 600 коњаника, до Тесалије где су му се придружили тесалски коњаници. Сагледавајући своје снаге знао је да се не може успешно супротставити, па је послао захтев за Кратерову помоћ који је био у Киликији. Напавши Грке код Термопила, био је приморан на повлачење после пребега тесалских коњаника на Леостенову страну. Не могавши да пробије грцчи бојни ред повукао се у тесалски град Ламниј чекајући Кратерову помоћ. Леостен је кренуо за њим и опсео Ламниј одесекавши га од свих комуникација са околином. Први Леостенови успеси су утицали на повећање савезника. Охрабрени доминацијом на терену придружили су му се Пелопонежани из Арголиде, Месеније и Елиде. Представници поједних држава су образовали ратни савез, Атини је дата хегемонија, а Леостену главна команда. Опсада Ламнија је корен за научно име овог рата — Ламнијски рат. У млађој традицији назив Хеленски рат даје овим догађајима панхеленски карактер, док га стара традиција не познаје.
Леостенова нестрпљивост за освајање Ламнија проистицала је из страха од доласка Кратеровог појачања и почетка колебљивости савезника. Антипатар је предлагао преговоре, али не желећи да пристане на Леостенов услов о капитулацији рат је настављен. Атињане је напустила срећа, када је Леостен погинуо у једном од окршаја остали су без главнокомандујућег који је уживао поверење свих савезника. Тај губитак је био ненадокнадив. На свечаној сахрани Хиперид му је одржао посмртни говор не сумњајући у победу идеје за коју је Леостен дао живот.
Очекивана помоћ из Мале Азије је почела пристизати Антипатру. Лизимах, заузет гушењем устанка одриског краља Сута, иако је био најближи није могао да помогне. Али Леонат, владар хелеспонтске Фригије, прешавши у Европу попунио је своју војску људима у Македонији и кренуо у Тесалију где је убијен нападајући хеленске снаге. Његова војска се спојила са Антипатровом и повукла у Македонију.
Атинска флота није имала успеха у спречавању Леонатовог преласка преко превлаке, као ни касније Кратеровог прелаза са војском. Део флоте је мотрио Антипатрове лађе, а део је кретао ка Хелеспонту где је дошло до сукоба са флотом коју је послао Пердика, а којом је командовао Клит. Атинска флота је потучена код Абидоса на Дарданелима, после чега су се сјединиле Антипатрове и Клитове лађе. Иако очигледно напуштени од среће, Атињани су се желели коцкати још и у лето 332. године код острва Аморга претрпели фаталан пораз који је заувек сломио атинску таласократију. Ова битка се узима као крај атинске политичке моћи.
Пораз Атине на мору одражавао се на ситуацију на копну, дајући Кратеру неометано пребацивање војске и скупљање најамника и ветерана као и спајање са Антипатровим јединицама. Антипатар је задржао врховну команду. Македонске снаге су сада биле бројчано скоро дуплиране у односу на хеленске које су располагале са 25000 пешака и 3500 коњаника. После неуспеха у анимирању још савезничких помоћи, били су, без обзира на неједнакост снага, приморани да прихвате битку. Војске су се сукобиле код Карнона, без победника, јер су Грци изгубивши морал одлучили да затраже преговоре за мир. Одбивши да призна хеленски савез Антипатар је преговарао са сваком државом посебно што је утицало на растурање савезника. Заједно су се држали само Атињани и Еолци.

## Епилог
Атина је нашла у незахвалном положају Антипатрове немилости, јер он није поштовао њену прошлост и културу као Филип II и Александар Велики који су углавном праштали из тих разлога, а озлојеђен Ламнијском опсадом желео је да казни подстрекаче рата. Посланство са одабраним македонским пријатељима Фокионом и Демадом које је упућено Антипатру успело је да издејствује једино спречавање војног уласка у град. Остали македонски захтеви су морали бити прихваћени. Тражено је да се прваци антимакедонске политике Хиперид и Демостен предају, укинуто је демократско уређење зарад олигархијске владавине где право имају грађани са цензом изнад 2000 драхми. Власт се налазила у рукама имућних грађана, а укинуте су и демократске институције мистофорије и извлачење магистрата коцком. Атина је морала да плати ратну одштету и прихвати македонску посаду у Мунихијској тврђави као гарант новог поретка. Постављање посаде у Мунихијској тврђави 322. означавало је пад атинске суверености и са формалне тачке. Хиперид је предат Антипатру и погубљен, док је Демостен извршио самоубиство на острву Калаурији пре хапшења (новембар 322.) Питање Самоса које је било под Пердикином ингеренцијом решено је неповољно за Атину и клеруси су напустили острво што је повећало број обесправљених Атињана.
Етолци су због конфигурације терена били у повољнијем положају и даље пружајући отпор. Када је Антипатар са Кратером кренуо са Пелопонеза у Етолију, Етолци су напустили неутврђена места и пославши жене и децу у планине утврдили се у неколико градова. Македонци су трпели тешке губитке. Рат се одуговлачио, а ситуација у Азији, сукоб Пердике и Антигона је одложио Кратерово и Антипатрово освајење Етолије, јер су се спремали да интервенишу на Истоку. Вративши се у Македоније Антипатар је Пердики указао почасти и оженио га кћерком Филом. Започели су преговори између њих, Птолемеја и Антигона о образовању коалиције против Пердике који је желео да приграби врховну власт над царством.